# Nathalia Dill
Nathalia Goyannes Dill Orrico, được biết đên nhiều hơn với tên gọi Nathalia Dill (sinh ngày 24 tháng 3 năm 1986), là nữ diễn viên một truyền hình Brasil, điện ảnh. 
Cô sinh ra ở thành phố Rio de Janeiro, Nathalia Dill đóng vai phản diện như Debora Rios trong Malhação telenovela. Sau đó, cô đóng vai chính trong Rede Globo telenovela Paraíso, vai Benedito Ruy Barbosa. vai trò của Maria Rita (biệt danh Santinha). Nathalia Dill được chọn để đóng vai trò chính trong telenovela các Escrito nas Estrelas, trong đó cô thủ vai nhân vật Viviane.

## Danh sách phim tham gia

### Truyền hình
| Năm bắt đầu | Tựa                  | Vai                         | Năm       | Ghi chú                 |
| ----------- | -------------------- | --------------------------- | --------- | ----------------------- |
| 2006        | Mandrake             | Valentina                   | 2006      | Episode: "Rosas Negras" |
| 2007        | Malhação             | Débora Rios                 | 2007–2009 | Lead antagonist         |
| 2009        | Paraíso              | Maria Rita Godói (Santinha) | 2009      | Vai chính               |
| 2009        | Dó-Ré-Mi-Fábrica     | Viola                       | 2009      | Co-lead role            |
| 2010        | Escrito nas Estrelas | Viviane                     | 2010      | Vai chính               |
| 2011        | Cordel Encantado     | Doralice                    | 2011      |                         |

### Điện ảnh
| Năm  | Tựa            | vai     | Ghi chú         |
| ---- | -------------- | ------- | --------------- |
| 2007 | Tropa de Elite | Student |                 |
| 2008 | Feliz Natal    | Marília |                 |
| 2008 | Apenas o Fim   | Taiara  | Lead antagonist |

### Sân khấu
| Năm  | Tên                        | Diretor                                |
| ---- | -------------------------- | -------------------------------------- |
| 2005 | A Glória de Nelson         | Daniel Herz                            |
| 2005 | Jogos na Hora da Sesta     | Michel Bercovitch                      |
| 2006 | As Aventuras de Tom Sawyer | Michel Bercovitch                      |
| 2007 | O Beijo no Asfalto         | Michel Bercovitch (assistant director) |
| 2008 | Boca de Cowboy             | Michel Bercovitch                      |